# Batagur
Batagur es un género de tortugas de la familia Geoemydidae. Las especies de este género se distribuyen por el sur y sudeste de Asia.

## Especies
Se reconocen las siguientes seis especies:
- Batagur affinis (Cantor, 1847)
- Batagur baska (Gray, 1830)
- Batagur borneoensis (Schlegel & Müller, 1845)
- Batagur dhongoka (Gray, 1832)
- Batagur kachuga (Gray, 1831)
- Batagur trivittata (Duméril & Bibron, 1835)